# Stargate Atlantis
Stargate Atlantis ist ein Spin-off der Fernsehserie Stargate SG-1. Beide basieren auf dem Kinofilm Stargate aus dem Jahr 1994. Die Serie ist nach ihrem Hauptschauplatz, der verlassenen Antiker-Hauptstadt Atlantis, benannt und wurde von Metro-Goldwyn-Mayer produziert.

## Hintergrund der Serienentstehung
Die Idee eines Ablegers entstand, nachdem der US-amerikanische Fernsehsender Showtime angekündigt hatte, die ursprüngliche Serie Stargate – Kommando SG-1 nach der fünften Staffel nicht mehr fortzusetzen. Damals noch in der Form eines Spielfilms, der jedoch mit dem Wechsel des Senders und der daraus resultierenden Fortsetzung der Serie verworfen wurde. Nachdem die Quoten auf dem neuen Sender Sci Fi überaus gut waren, wurden Gespräche während der sechsten und siebten Staffel der Originalserie angesetzt.
Ursprünglich war es auch geplant, dass Atlantis selbst bereits im Finale der siebten Staffel entdeckt werden sollte, nicht aber der Stützpunkt in der Antarktis, doch wurde das Drehbuch entsprechend umgeschrieben, um das Szenario der neuen Serie realistischer zu gestalten: Atlantis wurde in die Pegasus-Galaxie versetzt, um zu verdeutlichen, dass die Serie ein neuer Anfang ist.
Die Serie wurde am 17. November 2003 von MGM genehmigt, und die Ausstrahlungsrechte anschließend erneut an Sci Fi verkauft. Drehbeginn für den Pilotfilm war im Februar 2004, seine Uraufführung dann am 16. Juli während der „Gatecon“ in Vancouver – nur wenige Stunden vor seiner Premiere im US-Fernsehen.

## Handlung

### Ausgangssituation
Im Finale der siebten Staffel von Stargate – Kommando SG-1 wurde ein Außenposten der Antiker entdeckt. Bei seiner Erkundung findet der Wissenschaftler Daniel Jackson überraschend heraus, dass die Station nicht – wie erhofft – die sagenumwobene Stadt „Atlantis“ ist, sondern nur eine kleine Basis. Doch Jackson entdeckt Hinweise auf eine Antiker-Stadt in einer fernen Galaxie namens Pegasus. Als er die Stargateadresse des betreffenden Planeten entziffert, wird eine Reise dorthin möglich.
In der Hoffnung, Atlantis endlich zu finden, begibt sich ein internationales Expeditionsteam, bestehend aus Wissenschaftlern und Soldaten aus über einem Dutzend Länder, durch das Stargate in die Pegasus-Galaxie, wo sie in der versunkenen Antiker-Stadt „Atlantis“ einen neuen Stützpunkt errichten.
Die 1. Staffel von Stargate Atlantis verläuft chronologisch parallel zur 8. Staffel von Stargate – Kommando SG-1.

### Zentrale Handlungsstränge
Das Atlantis-Team trifft in der Pegasus-Galaxie auf viele verschiedene menschliche Völker, aber auch auf einen neuen Feind, der einst sogar die Antiker zum Rückzug zwang: die Wraith. Um die Stadt Atlantis mit Energie zu versorgen, erkundet das Expeditionsteam verschiedene Planeten der Pegasus-Galaxie auf der Suche nach einer Antiker-Energiequelle mit der Bezeichnung Zero Point Module (ZPM). Für einen bevorstehenden Angriff der Wraith auf Atlantis wird ein ZPM für die Verteidigungsanlagen benötigt.
Der Vernichtung durch die Wraith entgeht die Stadt durch die Umwandlung des Schildes in eine Tarnvorrichtung. Durch das parallele Geschehen in der Serie Stargate SG-1 erlangt die Atlantis-Expedition ein ZPM. Das zu intergalaktischen Reisen fähige und mit starken Waffen ausgerüstete Raumschiff Daedalus kann die Expedition immer wieder unterstützen.
Neben den Wraith als Hauptgegner des Atlantis-Teams treten die Replikatoren auf, eine Gruppe von Maschinen mit humanoider Form, die von den Antikern im Kampf gegen die Wraith geschaffen wurden, sich jedoch als Gefahr für Menschen erweisen. Mit der Expeditionsleiterin Dr. Elizabeth Weir und dem Arzt Dr. Carson Beckett sterben zentrale Mitglieder des Expeditionsteams.
Mit wechselnden Bündnispartnern gelingt es, die Replikatoren zu besiegen. Auch im Kampf gegen die Wraith können erfolgreiche Schritte unternommen werden. Als wiederkehrender Gegner von Atlantis erweist sich ein genetisch manipulierter Wraith, dem das Expeditionsteam den Namen Michael gegeben hat.
Ein Mittel, das die Abhängigkeit der Wraith vom Töten von Menschen beheben und einen Ausgleich mit diesen Erzfeinden der Atlantis-Expedition ermöglichen soll, wird getestet und verbreitet, erweist sich jedoch als problematisch. Schließlich kann jedoch mit Michael ein Widersacher überwunden werden, und ein lockeres und immer wieder fragwürdiges Bündnis mit dem Wraith-Anführer Todd ermöglicht eine Stabilisierung der Lage in der Pegasus-Galaxie.

### Ende der Serie
Stargate Atlantis endete mit der fünften Staffel. Damit kam die Serie auf insgesamt 100 Episoden. In der letzten Folge verlässt ein Raumschiff der Wraith die Pegasus-Galaxie, um die Erde anzugreifen. Atlantis wird in die Milchstraße gebracht und kann dort den Angriff abwehren. Die Stadt strandet schließlich in Sichtweite der Golden Gate Bridge vor der Bucht von San Francisco.
Die Autoren strebten an, die Geschichte um die Serie – ähnlich wie bei Stargate SG-1 – als Direct-to-DVD-Film weiterzuführen. Im Mai 2009 wurde der Titel für den ersten Nachfolgefilm bekannt gegeben: Stargate: Extinction. Das Drehbuch zum Film wurde im Mai 2009 fertiggestellt. Um Platz für ein neues Set zu schaffen, wurde das alte Stargate-Atlantis-Set abgebaut, um es später wieder gebrauchen zu können. Jedoch gab Brad Wright – einer der Miterfinder und Produzenten – am 17. April 2011 bei der offiziellen Stargate-Convention in Vancouver das Ende des Stargate-Franchise bekannt. Folglich wird es keinen Film geben. Allerdings betonte Wright, dass seiner Meinung nach das Franchise keinesfalls für immer beendet sei, weil jemand Schlaues bei MGM erkennen werde, dass sich damit etwas machen ließe.

## Die Stadt Atlantis

### Historischer Ursprung und Hintergrund
Das Stargate-Franchise beruht unter anderem auf dem Konzept, alte Mythen und Erzählungen aus antiker Zeit als Schauplätze und Handlungen in die Serie zu integrieren. So basiert die Stadt auf der von Platon überlieferten Erzählung von einem mythischen Inselreich Atlantis. Obgleich viele Aspekte und Beschreibungen von Platon ignoriert werden, sind die bekanntesten und im Allgemeinwissen von vielen Menschen verankerten Auffassungen umgesetzt: Eine mehrere tausend Jahre alte Stadt, errichtet von einer technisch fortgeschrittenen Hochkultur, versunken im Meer.

### Architektur
Die Stadt wurde vollständig am Computer animiert und ist damit kein real existierender Ort. Atlantis besteht grundsätzlich aus zwei Bereichen. Zum einen dem großen Schwimmkörper, welcher die schwimmende Stadt über Wasser hält und die meiste technische Infrastruktur enthält. Zum anderen die aufragenden Gebäude in Hochhausform, welche auf dem Schwimmkörper gegründet sind und die Wohnflächen und unzählige Labore enthalten. Ein wichtiger Ort ist der zentrale Turm, welcher Stargate, Kontrollraum, Haupthangar (Jumperbucht), Krankenstation und Energieversorgung (ZPM-Raum)  beinhaltet.

Aus architektonischer Sicht ist die Stadt im Baustil der Postmoderne entworfen. Die Stadt besitzt sowohl in ihrer Außenansicht als auch in ihrer Innengestaltung eine kristalline Formsprache. Besonders deutlich ist dies im Stadtgrundriss zu erkennen, welcher einem Schneekristall ähnelt. Die Fenster besitzen kristallartige Mosaikfenster und die aufragenden Gebäude haben meist polygonale Formen. Zudem zitiert sie mit ihrer Fähigkeit zu fliegen und intergalaktisch zu reisen – wenn vielleicht auch ohne Wissen der Autoren – das von der Architektengruppe Archigram entwickelte Konzept der „Walking City“.

### Die Stadt als Hauptfigur
Innerhalb der Serie besitzt die Stadt eine besondere Stellung. Sie übernimmt oft und in vielen Folgen die Rolle einer Hauptfigur. So bietet sie den Expeditionsteilnehmern nicht nur eine Zuflucht und ein Zuhause, sondern auch eines der zentralen Expeditionsziele. Die Erforschung und Bewahrung von Atlantis ist Teil vieler Handlungsstränge der Serie. Die Technik und die noch unbekannten Möglichkeiten, die die Stadt bietet, wird von vielen außerirdischen Völkern der Serie als Hoffnung und Zukunft der Galaxie angesehen.

Außerdem besitzt Atlantis mit seinen unzähligen intelligenten Systemen die Fähigkeit, aktiv in die Handlung einzugreifen:
- Staffel 1 Folge 1 (Aufbruch in eine neue Welt) – Auftauchen der Stadt, um eine Überflutung zu verhindern
- Staffel 1 Folge 13 (Hot Zone) – Stadtweite Auslösung einer Quarantäneverriegelung, um einen großräumigen Krankheitsausbruch zu verhindern
- Staffel 4 Folge 1 (Verloren im All) – Verringerung der Schildgröße, um dessen Zusammenbruch zu verhindern
- Staffel 4 Folge 13 (Quarantäne) – Auslösung der Selbstzerstörung, um eine vermeintliche Epidemie zu stoppen

## Besetzung und Synchronisation
| Schauspieler          | Rolle                                  | Herkunft (der Rolle)                     | Staffel | Staffel | Staffel | Staffel | Staffel | Deutsche Stimme    |
| Schauspieler          | Rolle                                  | Herkunft (der Rolle)                     | 1       | 2       | 3       | 4       | 5       | Deutsche Stimme    |
| --------------------- | -------------------------------------- | ---------------------------------------- | ------- | ------- | ------- | ------- | ------- | ------------------ |
| Joe Flanigan          | Major/Lieutenant Colonel John Sheppard | Vereinigte Staaten                       | HR      | HR      | HR      | HR      | HR      | Marcus Off         |
| David Hewlett         | Dr. Rodney McKay                       | Kanada                                   | HR      | HR      | HR      | HR      | HR      | Axel Malzacher     |
| Rachel Luttrell       | Teyla Emmagan                          | Athos (Planet in der Pegasus-Galaxie)    | HR      | HR      | HR      | HR      | HR      | Natascha Geisler   |
| Torri Higginson       | Dr. Elizabeth Weir                     | Vereinigte Staaten                       | HR      | HR      | HR      | GA      |         | Elisabeth Günther  |
| Rainbow Sun Francks   | Lieutenant Aiden Ford                  | Vereinigte Staaten                       | HR      | GA      |         |         | GA      | Philipp Brammer    |
| Paul McGillion        | Dr. Carson Beckett                     | Schottland                               | NR      | HR      | HR      |         |         | Tobias Lelle       |
| Paul McGillion        | Dr. Carson Becketts Klon               | unbekannt (Klonlabor des Wraith Michael) |         |         |         | GA      | NR      | Tobias Lelle       |
| Jason Momoa           | Ronon Dex                              | Sateda (Planet in der Pegasus-Galaxie)   |         | HR      | HR      | HR      | HR      | Ole Pfennig        |
| Amanda Tapping        | Colonel Dr. Samantha Carter            | Vereinigte Staaten                       | GA      | GA      | GA      | HR      | GA      | Christin Marquitan |
| Robert Picardo        | Richard Woolsey                        | Vereinigte Staaten                       |         |         | NR      | NR      | HR      | Stefan Staudinger  |
| Jewel Staite          | Dr. Jennifer Keller Ellia              | Vereinigte Staaten unbekannt (Wraith)    |         | GA      | GA      | NR      | HR      | Petra Einhoff      |
| David Nykl            | Dr. Radek Zelenka                      | Tschechien                               | NR      | NR      | NR      | NR      | NR      | Dieter Landuris    |
| Mitch Pileggi         | Colonel Steven Caldwell                | Vereinigte Staaten                       |         | NR      | GA      | GA      | GA      | Reinhard Glemnitz  |
| Connor Trinneer       | Michael Kenmore                        | unbekannt (Wraith)                       |         | NR      | NR      | NR      | NR      | Crock Krumbiegel   |
| Kavan Smith           | Major Evan Lorne                       | Vereinigte Staaten                       |         | NR      | NR      | NR      | NR      | Uwe Büschken       |
| Christopher Heyerdahl | Halling                                | Athos (Planet in der Pegasus-Galaxie)    | NR      |         |         | GA      |         | Walter von Hauff   |
| Christopher Heyerdahl | Todd                                   | unbekannt (Wraith)                       |         |         | GA      | NR      | NR      | Michael Brennicke  |
| Michael Beach         | Colonel Abe Ellis                      | Vereinigte Staaten                       |         |         | GA      | GA      | GA      | Oliver Mink        |

| Schauspieler          | Rolle                                                                             | Herkunft (der Rolle) | Staffel | Staffel | Staffel | Staffel | Staffel | Deutsche Stimme  |
| Schauspieler          | Rolle                                                                             | Herkunft (der Rolle) | 1       | 2       | 3       | 4       | 5       | Deutsche Stimme  |
| --------------------- | --------------------------------------------------------------------------------- | -------------------- | ------- | ------- | ------- | ------- | ------- | ---------------- |
| Richard Dean Anderson | Johnathan „Jack“ O’Neill (Brigadier General / Major General / Lieutenant General) | Vereinigte Staaten   | GA      |         | GA      |         |         | Erich Räuker     |
| Michael Shanks        | Dr. Daniel Jackson                                                                | Vereinigte Staaten   | GA      |         |         |         | GA      | Klaus-Peter Grap |
| Christopher Judge     | Teal’c                                                                            | Jaffa                |         |         |         | GA      |         | Tilo Schmitz     |
| Don S. Davis          | George Hammond (Lieutenant General)                                               | Vereinigte Staaten   | GA      |         |         |         |         | Gerhard Paul     |
| Beau Bridges          | Hank Landry (Major General)                                                       | Vereinigte Staaten   |         | GA      | GA      |         |         | Norbert Gescher  |

## Hauptcharaktere

### John Sheppard

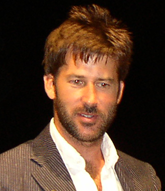
Joe Flanigan

Lieutenant Colonel John Sheppard ist Pilot der US Air Force und mathematisch sowie fliegerisch äußerst begabt. Sheppard hat einen IQ von über 135, einen schrägen Sinn für Humor und gibt oft vor, nicht so schlau zu sein, wie er es in Wirklichkeit ist. Dies erinnert an Jack O’Neill aus Stargate SG-1. Er ist meist freundlich, hat aber keine Angst, seine Meinung zu äußern. Er misstraut Autoritäten und lässt sich von seinem Gefühl und seinem stark ausgeprägten Sinn für Moral leiten. Sheppard lässt sich gern von Frauen ablenken und war bereits einmal verheiratet. Nach eigener Aussage glaubt Sheppard an das, was er sehen kann.
Sheppard wurde nur durch Zufall Mitglied der Atlantis-Mission. Er war als Major auf dem Luftwaffenstützpunkt McMurdo stationiert und flog General O’Neill zum Außenposten der Antiker in der Antarktis. Dort wurde entdeckt, dass Sheppard das Antiker-Gen besitzt, das es ermöglicht, Antiker-Technik zu bedienen, und er erfuhr erstmals von der Existenz des Stargate-Projekts. Dr. Weir bedrängte General O’Neill, Sheppard zu überzeugen, sich ihrer Expedition anzuschließen.
Sheppard wird als Major ranghöchster militärischer Offizier auf Atlantis, nachdem Colonel Marshall Sumner kurz nach Beginn der Mission getötet wurde. Als das Atlantis-Team wieder Kontakt mit der Erde hergestellt hat, soll Sheppard den Posten verlieren, kann ihn aber dank der Intervention Dr. Weirs behalten. Aufgrund derselben Intervention wird er auch zum Lieutenant Colonel befördert.

### Dr. Rodney McKay

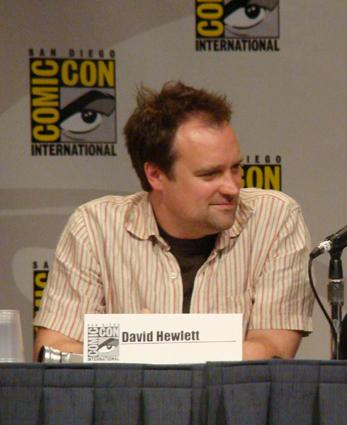
David Hewlett

Dr. Meredith Rodney McKay (David Hewlett) ist kanadischer Staatsbürger und Leiter des Wissenschaftsteams auf Atlantis. Er ist ein brillanter, manchmal aber auch arroganter und herablassender Astrophysiker, der eine besondere Art von Galgenhumor besitzt. Er arbeitete bereits mit Samantha Carter von SG-1 zusammen. Dr. McKay gilt (wie Carter auch) als herausragender Experte auf dem Gebiet der Stargate-Technik.
Als Kind wollte McKay immer Pianist werden, aber sein Lehrer war der Meinung, dass er keinen Sinn für Kunst habe. McKay wandte sich also der Wissenschaft zu, die – so dachte er – am weitesten von der Kunst entfernt ist wie irgend möglich.
Er beschreibt seine Kindheit als wenig fröhlich. Seine Eltern stritten viel und gaben ihm die Schuld dafür. Er hat eine Schwester namens Jeannie Miller. Das Verhältnis der beiden ist aber nicht sehr eng, da seine Schwester früher auch im wissenschaftlichen Bereich tätig war, sich aber dann für ihre Familie entschied. McKay leidet an einer schweren Allergie gegen Zitrusfrüchte aller Art, ist klaustrophobisch und reagiert in Gefahrensituationen meist panisch. Wegen Rodneys nerviger Art fällt es einigen Menschen schwer, mit ihm zu arbeiten. Oftmals bewirken seine zynischen, manchmal auch sarkastischen Sprüche, dass er sich bei seiner Umwelt unbeliebt macht.
Während seiner Zeit in Area 51 beschäftigte sich Dr. McKay mit dem Computer-Modell des Stargate und bekam während einiger Krisen im Stargate-Center auch die Möglichkeit, das echte Tor in Augenschein zu nehmen. Später wurde er dem Antiker-Außenposten in der Antarktis zugeteilt, wo er schnell zu einem Experten für die Technik der Antiker wurde. Es störte ihn sehr, dass er nicht das äußerst seltene Gen besaß, das es ermöglicht, die Antiker-Technik zu bedienen. Später hilft ihm Dr. Carson Becketts Gentherapie, die ihn in die Lage versetzt, Geräte der Antiker zu bedienen.
Ab Staffel 5, Folge 16, wird bekannt, dass er mit Dr. Jennifer Keller zusammen ist.
McKay gehört auf Atlantis zu Sheppards Erkundungsteam.

### Teyla Emmagan

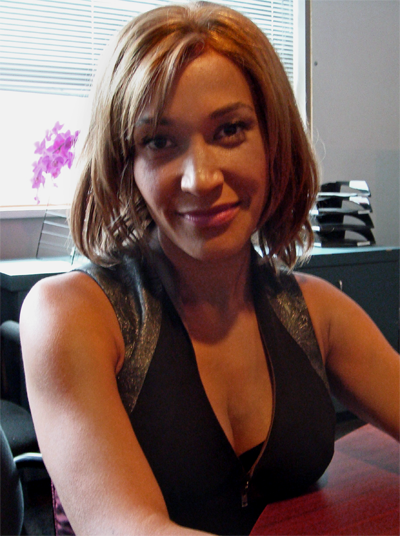
Rachel Luttrell in den Bridge Studios in Vancouver, 2008

Teyla Emmagan (Rachel Luttrell) ist die Anführerin der Athosianer vom Planeten Athos und eine starke und fähige Kämpferin. Im SG-Team von John Sheppard übernimmt sie eine sehr wichtige Rolle als Botschafterin. Sie ist vorsichtig und muss Menschen erst kennenlernen, bevor sie ihnen vertraut. Zu John Sheppard hat sie eine besondere Verbindung, seit sie ihn das erste Mal getroffen hat.
Teyla kehrte mit Sheppard nach Atlantis zurück, wo sie wenig später eine Kolonie für ihr Volk errichtete. Sie entschloss sich, obwohl es ihr sehr schwerfiel, sich von ihrem Volk zu trennen und dem Erkundungsteam von Sheppard beizutreten, wo ihre Fähigkeit, die Nähe der Wraith zu spüren, von großer Hilfe ist. Diese Fähigkeit hat sie, da einem ihrer Vorfahren bei Experimenten der telepathisch begabten Wraith Wraith-Gene eingepflanzt wurden. Eigentliches Ziel dieser Versuche war es, die Nahrungsaufnahme für die Wraith ergiebiger zu machen. Es stellte sich aber heraus, dass diese Versuchsobjekte die Fähigkeit hatten, die telepathischen Kräfte der Wraith zu teilen. In der Annahme, dass sich durch die Vermischung mit unverändertem Genmaterial dieses Merkmal wieder verlieren würde, wurden die Versuchspersonen freigelassen. Dies trat aber nicht ein.
Teyla Emmagan kennt viele Völker und Planeten der Pegasus-Galaxie durch langjährige Handelsbeziehungen ihres Volkes.
In der vierten Staffel wird Teyla schwanger. Der Vater des Kindes, der Athosianer Kanaan, wird in einen Menschen-Wraith-Hybrid verwandelt, als Michael ihn und die anderen Athosianer entführt. Ebenfalls ist der Wraith „Michael“ ständig auf der Jagd nach Teylas Sohn, um einen Über-Wraith zu kreieren.

### Dr. Elizabeth Weir

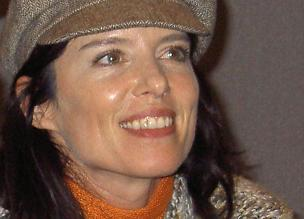
Torri Higginson

Dr. Elizabeth Weir (Torri Higginson, vorher – nur in Stargate SG1 „Die verlorene Stadt“ – Jessica Steen), ist 35 Jahre alt und beherrscht fünf Sprachen. Sie begann ihre Karriere als politische Aktivistin und übte Kritik an den Rüstungsausgaben, entschied aber letztendlich, dass sie diese Probleme besser bekämpfen könne, wenn sie sich der Regierung anschließen würde. So arbeitete Dr. Weir einige Jahre für die US-Regierung als hochrangige Vermittlerin.
Nach einer kurzen Zeit als Leiterin des Stargate-Programms (ernannt von Präsident Henry Hayes) wurde sie zur Leiterin des Teams ernannt, das den Antiker-Außenposten in der Antarktis erforschte. Nachdem Daniel Jackson die Stargate-Adresse für Atlantis entdeckte, führte Dr. Weir ein internationales Team durch das Stargate in die Pegasus-Galaxie. Sie ließ auf der Erde ihren Freund Simon zurück, mit dem es später zum Bruch kommt.
Während ihrer Arbeit auf Atlantis muss sie mehrere schwere Entscheidungen treffen. Dabei entscheidet sie sich unter anderem zur Nicht-Einhaltung der Menschenrechte. Einige hochstehende Generäle und der Präsident der Vereinigten Staaten selbst sind über diese Handlungen Weirs entsetzt.
Weir wird in der vierten Staffel von Samantha Carter als Leiterin der Atlantis-Mission abgelöst, nachdem sie auf dem Planeten der Asuraner-Replikatoren zurückgelassen werden musste, wo ihr menschlicher Körper in die künstliche Gestalt eines Replikators umgewandelt wird. Sie wird Teil der Replikatoren, behält jedoch ihr altes Bewusstsein. Anschließend flieht sie zusammen mit einer kleinen Gruppe gleichgesinnter Replikatoren, um ungestört einen transzendenten Zustand namens der Aufstieg anzustreben. Dabei geben die Replikatoren um Weir ihre physischen Körper auf, um im Subraum weiterzuexistieren, was sie als Vorstufe zum Aufstieg betrachten. Der Subraum stellt sich jedoch als Sackgasse für sie heraus. Zu Beginn der fünften Staffel erlangt Dr. Weir schließlich mit Hilfe der Technik in Atlantis wieder einen physischen Replikatorenkörper, der allerdings dann nicht mehr von Torri Higginson gespielt wird. Um Atlantis zu schützen, begibt sie sich jedoch durch das Stargate in den Weltraum, wo sie seitdem machtlos umher treibt.

### Aiden Ford

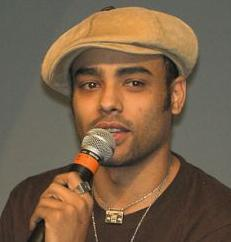
Rainbow Sun Francks, 2006

Lieutenant Aiden Ford (Rainbow Sun Francks) ist zu Beginn der Atlantis-Expedition 25 Jahre alt und enthusiastisch. Es ist wenig über seine Vergangenheit bekannt, seine Erfahrung mit Reisen durch das Stargate lässt aber vermuten, dass er zu einem früheren Zeitpunkt dem Stargate-Kommando unterstellt war. Bevor sich Ford der Atlantis-Expedition anschloss, war er auf dem Antiker-Außenposten in der Antarktis stationiert.
Ford bildet während der ersten Staffel zusammen mit Dr. McKay und Teyla das Erkundungsteam von Major Sheppard.
In der zweiten Staffel wird Ford abhängig von einem „Wraith-Enzym“, das ihn sehr viel stärker, aber auch leichtsinniger und irrationaler macht. Er desertiert vom Atlantis-Team und baut sich selbst eine Gruppe auf, mit der er die Wraith bekämpft. Schließlich entführt er Sheppards Team, um mit ihnen ein Wraith-Basisschiff anzugreifen. Als dieses zerstört wird, ist unklar, ob er noch an Bord war.

### Dr. Carson Beckett

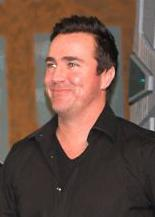
Paul McGillion

Dr. Carson Beckett (Paul McGillion) stammt aus Schottland und ist bis zum Ende der dritten Staffel Chefmediziner der Atlantis-Expedition. Neben der Medizin hat er sich auch der Genetik gewidmet und das Antiker-Gen entdeckt. Er trägt das Gen auch selbst auf natürliche Weise und entwickelte eine Gen-Therapie, die es all jenen ermöglicht, die Antiker-Technik zu bedienen, die das benötigte Gen nicht von Natur aus haben, welche aber nur rund bei der Hälfte der Anwender wirkt.
Beckett war lange dem Antiker-Außenposten in der Antarktis zugeteilt und ging dort seiner Genforschung nach, bevor er an der Atlantis-Mission teilnahm. Seine Untersuchungen eines Wraith-Armes führen zu den ersten Einblicken in die Physiologie der Wraith. Später kann er seine Kenntnisse vertiefen, als er hilft, ein Medikament zu entwickeln, das die Wraith daran hindern soll, sich an menschlicher Lebensenergie zu „nähren“. Außerdem entwickelt er ein Virus, das die Wraith physisch in Menschen verwandeln kann und das an dem „Michael“ genannten Wraith getestet wird. Er stirbt gegen Ende der dritten Staffel durch eine Explosion, als er ohne Rücksicht auf sein eigenes Leben einem Patienten einen Sprengsatz herausoperiert.
Gegen Ende der vierten Staffel entdeckt und befreit das Atlantis-Team einen Klon von Dr. Beckett, den der Wraith-Hybrid Michael produzierte und lange gefangen hielt. Michael war es gelungen, eine genaue Kopie von Carson Beckett zu erstellen, die nicht nur genetisch mit dem anderen Beckett übereinstimmte, sondern auch dessen Bewusstsein und Erinnerungen bis zu dem Zeitpunkt besaß, an dem Beckett sich kurzzeitig bewusstlos in der Gewalt Michaels befand. Da der Klon Dr. Carson Beckett ein spezielles Medikament benötigt, um weiterzuleben, wird er in eine Antiker-Schlafkammer gestellt, um Zeit für die Entwicklung eines Gegenmittels zu gewinnen. Nachdem Dr. Keller ein Heilmittel gefunden hat, wird Beckett wieder loses Mitglied der Atlantis-Expedition. Er begibt sich zur Erholung auf die Erde und ist mehrfach auf medizinischen Außenmissionen unterwegs, so dass Darsteller Paul McGillion lediglich in fünf Folgen der fünften Staffel auftritt, während Dr. Jennifer Keller leitende Medizinerin auf Atlantis bleibt.

### Ronon Dex

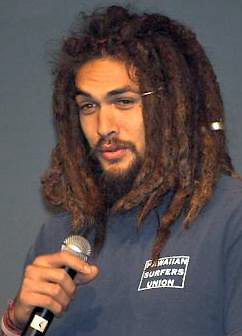
Jason Momoa (Ronon Dex) auf der Wolf Pegasus One Convention (2006)

Ronon Dex (Jason Momoa) wurde von den Wraith auf seinem Heimatplaneten Sateda gefangen genommen, als die Wraith seine Heimatwelt zerstörten. Ursprünglich wollte sich ein Wraith an ihm nähren, aber aus unbekannten Gründen wurde ihm stattdessen ein Sender implantiert und er so zu einem „Läufer“ (runner) gemacht. Er ist körperlich stark, verfügt über eine hohe Schmerzgrenze und weiß seine körperliche Überlegenheit im Kampf bestens einzusetzen. Ronon Dex war eigentlich immun gegen die Nährversuche der Wraith, konnte aber dann für die Rekrutierung und Abhängigmachung als Wraithanbeter wiederholt ausgesaugt, gealtert und geheilt sowie in der letzten Folge durch Wraith wiederbelebt werden.
Als er auf Sheppard und sein Team trifft, ist er bereits seit sieben Jahren auf der Flucht vor den Wraith. Nachdem Dr. Beckett den Sender entfernt hat, schließt er sich Sheppards SG-Team an. Seine körperlichen Fähigkeiten, seine militärische Ausbildung auf Sateda und seine Erfahrung im Kampf gegen die Wraith machen ihn zu einem wichtigen Teammitglied. Ronon erscheint zunächst humorlos und aggressiv, gilt jedoch als sehr vertrauenswürdig und loyal gegenüber der Atlantis-Crew. Im Verlauf der Serie lockert sich seine Haltung, und er zeigt auch häufiger Humor. Er beginnt auch romantische Gefühle für Dr. Keller zu entwickeln; diese ist jedoch mehr an Rodney interessiert.
Später erfährt Ronon, dass er nicht der einzige Überlebende seines Volkes ist, sondern dass rund 300 weitere den Wraith-Angriff auf seinen Planeten überlebt haben.

### Dr. Samantha Carter

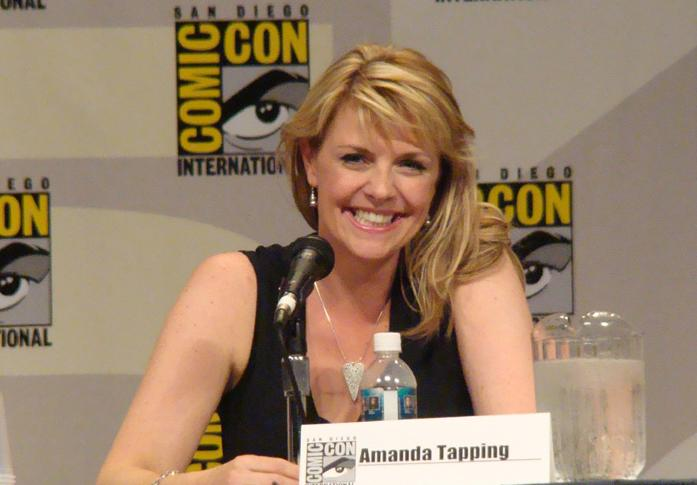
Amanda Tapping (Dr. Sam Carter) auf der ComicCon (2007)

Colonel Dr. Samantha Carter (Amanda Tapping) arbeitete vor der Errichtung der McKay-Carter-Gatebrücke für Kommando SG-1.
Zu Beginn der vierten Staffel arbeitet Carter an der Fertigstellung der Mittelstation, welche die Verbindung zwischen dem Milchstraßen- und dem Pegasus-Torsystem in der McKay-Carter-Gatebrücke bildet. Nach der Fertigstellung der Station und dem Verlust von Dr. Elizabeth Weir an die Asuraner-Replikatoren übernimmt sie die Leitung der Pegasus-Expedition.
Ab der fünften Staffel kommt Carter wieder nur gelegentlich vor, da Richard Woolsey die Expeditionsleitung übernimmt.

### Richard Woolsey

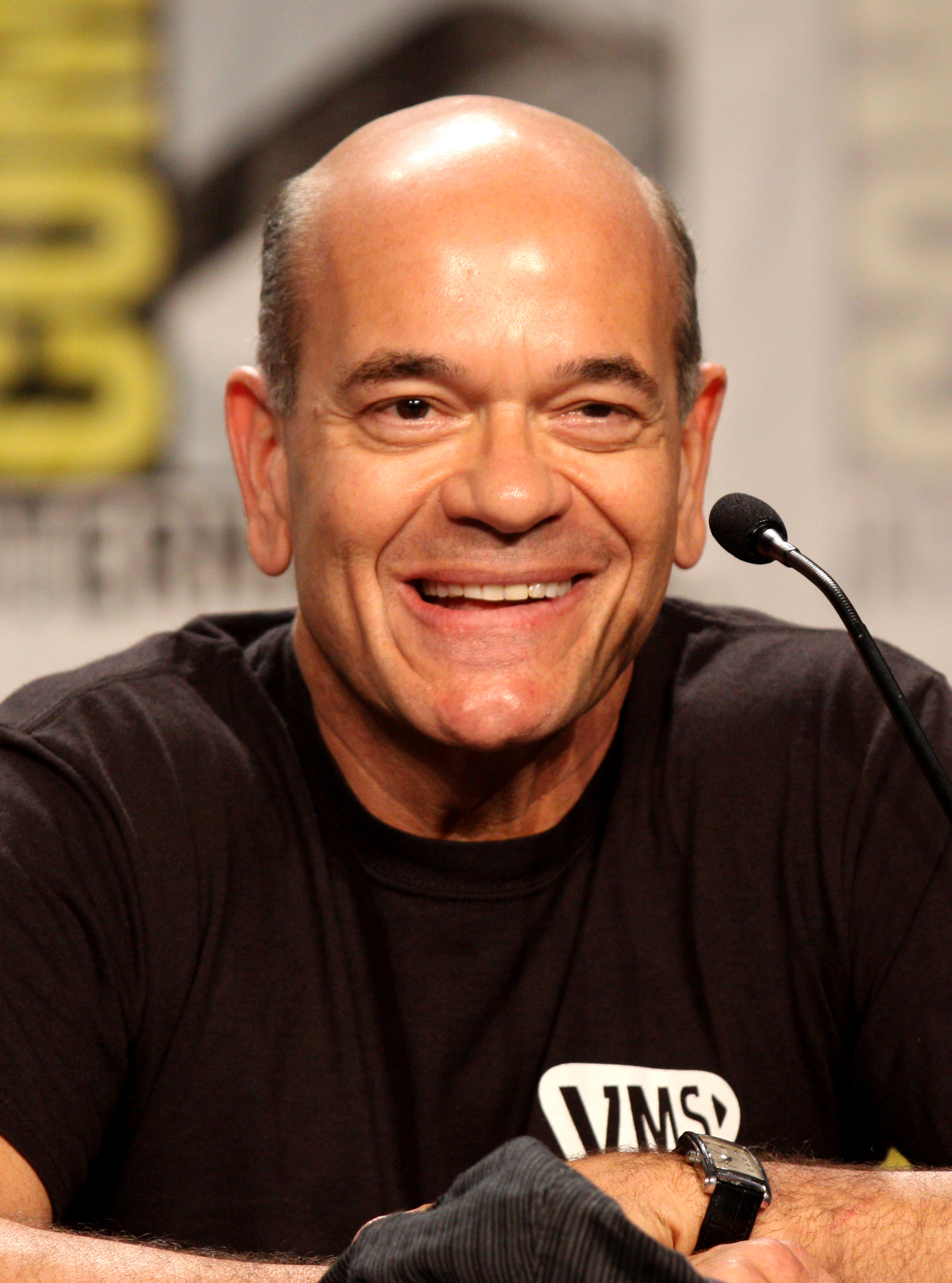
Robert Picardo (Richard Woolsey) auf der ComicCon in San Diego (2011)

Richard Woolsey (Robert Picardo) kommt in Staffel 5 als Ablösung für Samantha Carter nach Atlantis, um dort das Kommando zu übernehmen. Er stammt aus den USA und ist Bürokrat, nicht Wissenschaftler wie Carter oder Weir. Vor seiner Zeit beim Stargate-Center arbeitet er als Berufungsanwalt in einer New Yorker Anwaltskanzlei. Er war lange Zeit Vorsitzender des International Oversight Advisory, das die Stargate-Missionen überwacht, und vertritt auf Atlantis die Position dieses Gremiums.

### Dr. Jennifer Keller

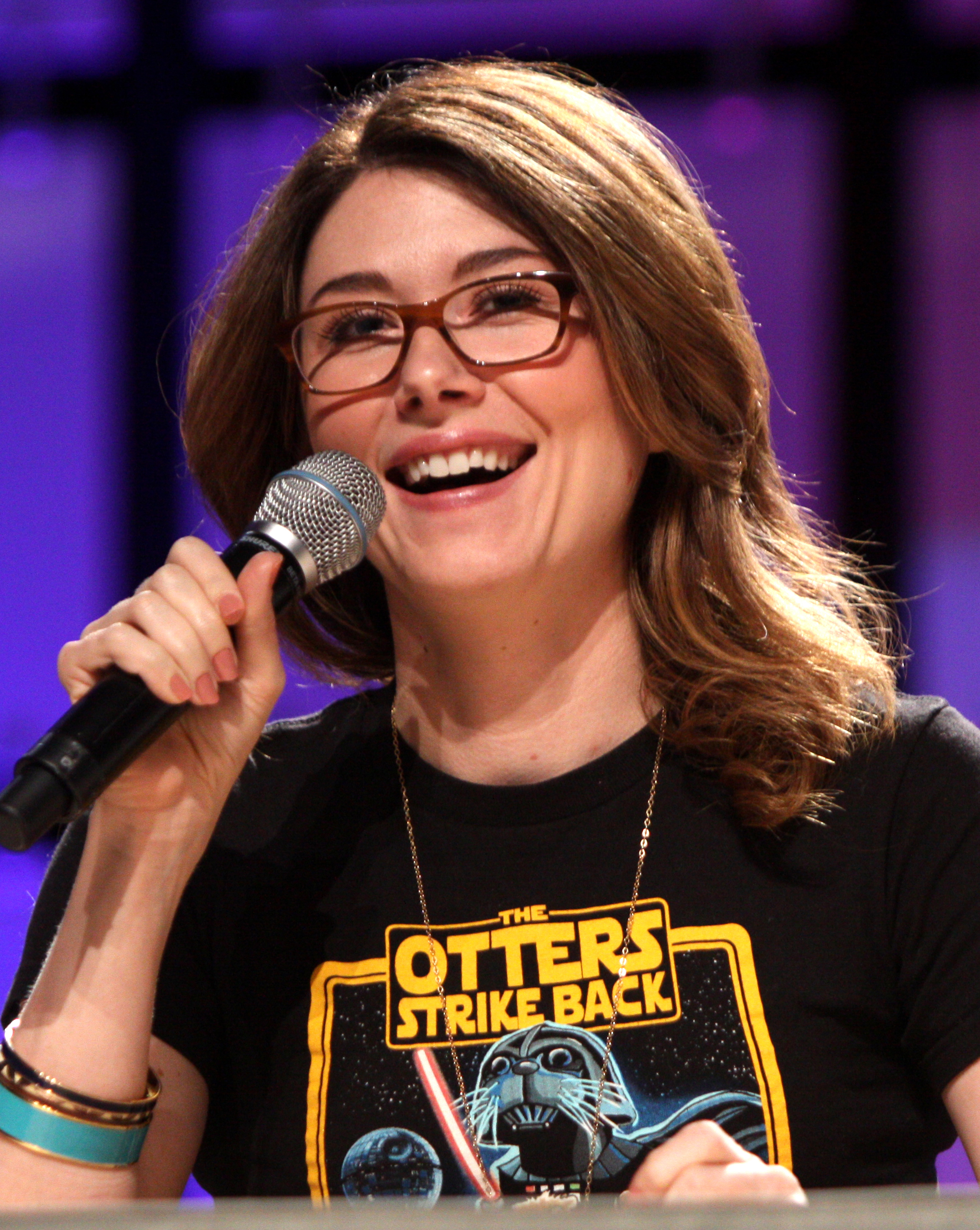
Jewel Staite (Dr. Jennifer Keller) (2013)

Dr. Jennifer Keller (Jewel Staite) wird in der letzten Folge der dritten Staffel als neuer Charakter eingeführt. Sie übernimmt nach Dr. Becketts Tod dessen Position als Chefärztin der Atlantis-Expedition. Zunächst fühlt sie sich dieser Aufgabe nicht gewachsen, die Expeditionsleiterin Dr. Weir unterstützt sie jedoch. Ab der vierten Staffel erhält Keller bedeutend mehr Beachtung, sodass sie auch zentrale Rollen in einigen Folgen übernimmt.
In der fünften Staffel ist Dr. Keller eine der Hauptfiguren der Serie. Hier bahnt sich zunächst eine Romanze mit Ronon Dex an, allerdings bemerkt Keller später auch, dass sie romantische Gefühle für Dr. McKay empfindet. Es entwickelt sich eine Art Dreiecksbeziehung, letztendlich entscheidet sich Dr. Keller jedoch für eine Beziehung mit Dr. McKay.

## Nebencharaktere

### Dr. Radek Zelenka

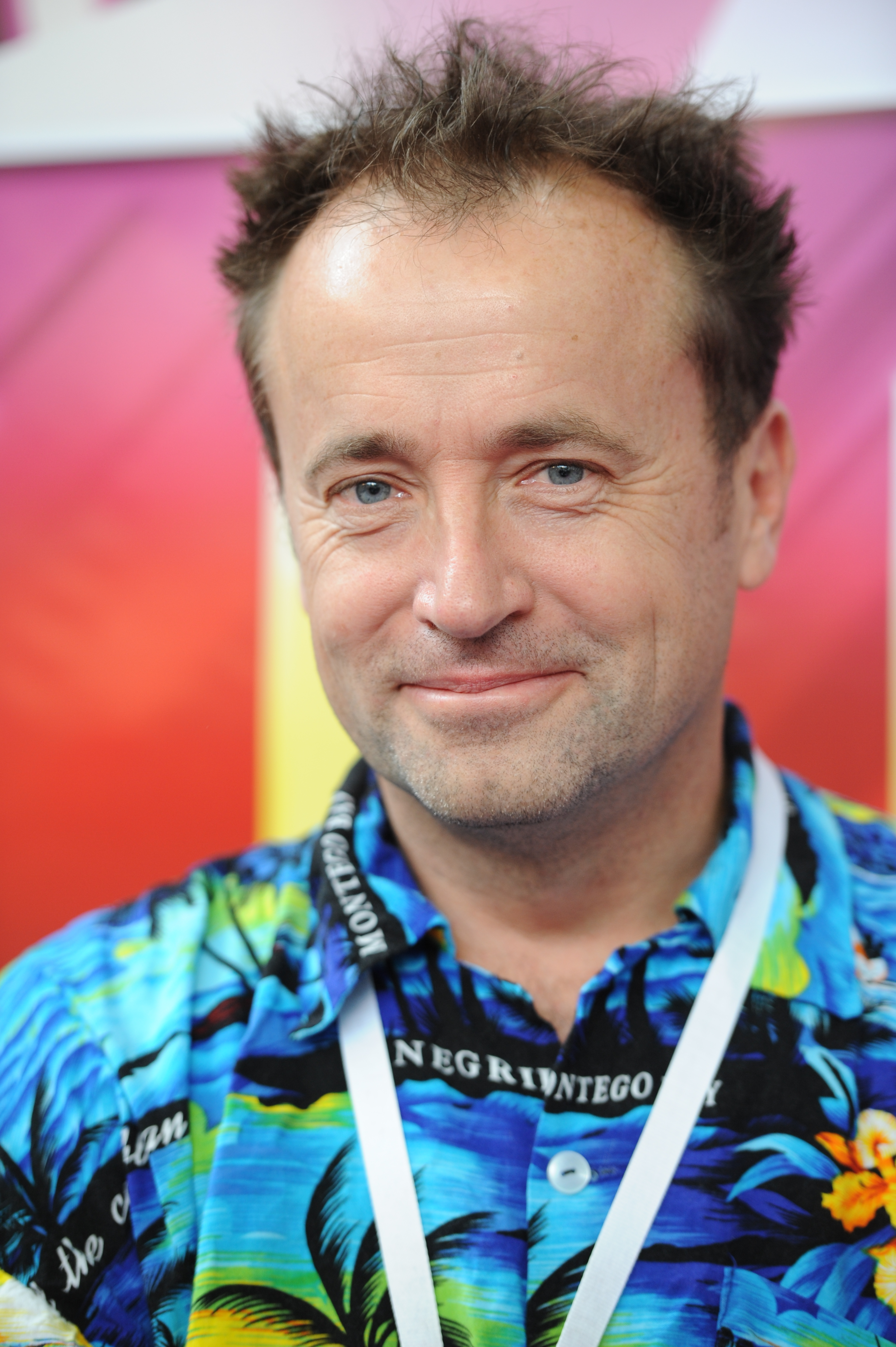
David Nykl, 2012

Dr. Radek Zelenka (David Nykl) kommt aus Tschechien und ist neben Dr. McKay einer der klügsten Köpfe von Atlantis, jedoch sind die beiden meist unterschiedlicher Meinung. Er hat eine Abneigung gegen Stargate-Reisen, denn bei jedem seiner Einsätze gerät er in große Schwierigkeiten.
Im englischen Original fällt Zelenka durch seinen Akzent und durch sein häufiges tschechisches Fluchen auf. In der deutschen Synchronisation entfällt zum einen der tschechische Akzent des Schauspielers, zum anderen wurden insbesondere in den ersten Folgen einige tschechische Flüche mit ins Deutsche übersetzt.

### Steven Caldwell
Steven Caldwell ist Colonel und Kommandant des Erdenraumschiffes Daedalus. Bei seinem Eintreffen strebt er an, die Position als ranghöchster militärischer Offizier der Atlantis-Mission von Sheppard, zu dem Zeitpunkt noch Major, zu übernehmen. Dies wird ihm jedoch auf Bestreben von Dr. Weir verwehrt. Unter anderem auch deswegen wird Caldwell zu Beginn kaum vom Atlantis-Team akzeptiert. Nach mehreren Krisen und Konfrontationen mit den Wraith wird er jedoch zu einem akzeptierten Mitglied des Teams.
Er war kurzzeitig durch einen Goa’uld besessen, der aber erfolgreich entfernt werden konnte.

### Michael Kenmore
„Michael Kenmore“ ist ein von Connor Trinneer gespielter Wraith, der durch Gen-Experimente von Dr. Beckett physiologisch in einen Menschen verwandelt wird. Er gewinnt jedoch die Erinnerung an seine Wraith-Identität zurück, und die genetische Umwandlung ist nicht dauerhaft, so dass Michael zu einem Wraith-Mensch-Hybriden wird, der aus Atlantis fliehen kann, von den Wraith jedoch ausgestoßen wird.
Später versucht Michael, sowohl die Wraith als auch die Menschen zu besiegen, um einer von ihm nach mehreren fehlgeschlagenen Experimenten gezüchteten Hybriden-Rasse die Macht in der Pegasus-Galaxie zu verschaffen. Als er einen weiteren Versuch unternimmt, mit Hilfe von Teylas Sohn eine Hybriden-Rasse zu begründen, und es bei dieser Gelegenheit fast schafft, Atlantis zu zerstören, töten ihn Sheppard und Teyla.

### Evan Lorne

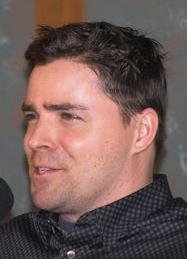
Kavan Smith, 2008

Evan Lorne (Kavan Smith) ist als Major Leiter eines SG-Teams in Atlantis. Er besitzt ebenso wie Sheppard und Beckett das Antiker-Gen. Zeitweilig kommandiert er das Antiker-Raumschiff Orion. Da sein Team nicht zum Hauptcast der Serie gehört, sterben seine Mitstreiter häufig auf Missionen mit Sheppards Team. Er ist Atlantis’ zweithöchster militärischer Vertreter.
In Staffel 3, Folge 17 (Ein freier Tag) erfährt man, dass seine Mutter Kunstlehrerin war und ihm das Malen beibrachte.

### Todd
„Todd“ ist ein von Christopher Heyerdahl gespielter Wraith, der zusammen mit Sheppard in einer Genii-Einrichtung gefangen war. Die beiden entscheiden sich dort für eine Zusammenarbeit, so dass ihnen der Ausbruch gelingt.
Als die Replikatoren anfangen, die Wraith anzugreifen, meldet er sich bei Atlantis, damit sie die Änderungen im Code der Replikatoren rückgängig machen. Als er in Atlantis berichtet, dass die Replikatoren beginnen, menschliche Welten auszulöschen, willigt das Atlantis-Team ein. Später kann er sieben Wraith-Schiffe überzeugen, bei dem Angriff der Menschen auf Asuras mitzuhelfen.
In der fünften Staffel wird Todd mit Teylas Hilfe Anführer einer der stärksten Wraith-Allianzen. Als Gegenleistung arbeiten das Atlantis-Team und Todds Crew an einem Enzym, das ermöglichen soll, dass die Wraith sich nicht mehr an den Menschen nähren müssen. Aus diesem Anlass trifft Todd sich gemeinsam mit einigen seiner Wraith mit den Vertretern von Atlantis. Zwei von Todds Begleitkreuzern werden zerstört, als sie in den Hyperraum springen wollen. da ein befreundetes Schiff angegriffen wird. Durch ein Missverständnis glaubt Todd, dass die Atlantis-Expedition dafür verantwortlich ist. Mit Betäubungsstäben, die er an Bord geschmuggelt hat, betäubt er die Crew und übernimmt das Schiff. Er befehligt es, auf einen Planeten zuzusteuern und verlässt das Schiff. Dabei entwendet er die Gentherapie.
Später kreist ein Basisschiff im Orbit, welches Team Sheppard erkundigt. Es ist Todds Schiff. Die Gentherapie hatte Nebenwirkungen und Todd kommt nur knapp mit dem Leben davon. Zum Staffelfinale schließlich gelingt es in Zusammenarbeit mit Todd, die Erde vor einer Wraith-Invasion zu retten, indem Atlantis dorthin fliegt.

### Abe Ellis
Colonel Abraham „Abe“ Ellis, gespielt von Michael Beach, ist Kommandant des Erdenraumschiffes Apollo. Gegen Ende der dritten Staffel kommt er nach Atlantis und vertritt wie Colonel Caldwell die Auffassung, dass die Leitung in Atlantis dem Militär zusteht, wobei er auf Widerstand von Sheppard, Dr. Weir und dem Rest des Teams stößt und schließlich nachgibt. Er ist sehr streng, humorlos, eigensinnig und bringt oft seine Abneigung gegen McKay zum Ausdruck.

## Rassen

### Friedliche Rassen
Menschen
Die Menschen (hiermit sind die Menschen von der Erde gemeint) kamen durch das Stargate nach Atlantis. Kurze Zeit später machten sie Bekanntschaft mit den Wraith, gegen die sie seither kämpfen.
Antiker
Vor Millionen von Jahren besiedelten die Antiker die Pegasusgalaxie und siedelten Leben in der Galaxie an. Als sich später die Wraith aus einem ihrer Experimente entwickelten, verloren die Antiker einen jahrhundertelangen Krieg gegen die Wraith und zogen sich auf die Erde zurück.
Völker in der Pegasus-Galaxie
Die meisten Völker in der Pegasus-Galaxie sind menschlich und leben auf einem vorindustriellen, landwirtschaftlich geprägten Niveau. Sie werden von den Wraith als Nahrung gehalten und regelmäßig „ausgedünnt“. Erreicht ein Volk einen höheren technischen Standard, wird es in der Regel von den Wraith vollständig ausgelöscht, um nicht zu einer Bedrohung für sie heranzuwachsen.
Reisende
Die Reisenden sind ein menschliches Volk von Weltraumnomaden, das sich gänzlich auf seine Raumschiffe zurückgezogen hat, um den Wraith zu entgehen. Sie haben wahrscheinlich nur eine schwache Regierung, da der herrschende Rat keine verbindlichen Befehle geben kann, sondern jede Entscheidung vom Captain eines Schiffes gefällt wird. Sie leiden stark an platzbedingten Problemen und Überbevölkerung, wodurch sie auch schon gezwungen waren, einige Kolonien auf verschiedenen Planeten zu gründen.

### Feindliche Rassen / Völker
Wraith
Die Wraith sind die dominante Rasse in der Pegasusgalaxie. Sie ernähren sich ausschließlich von Menschen, indem sie ihnen in einem als „Nähren“ bezeichneten Prozess die Lebensenergie aussaugen. Den Kampf gegen die Antiker gewannen sie, seitdem begeben sie sich regelmäßig in eine Art Winterschlaf und kehren alle paar Jahrhunderte zurück, um sich an ihren menschlichen Herden zu sättigen. Als die Atlantis-Expedition die Galaxie betritt, wecken sie versehentlich vorzeitig alle Wraith auf einmal auf. Durch das zu geringe Nahrungsangebot entsteht zwischen den einzelnen Wraith-Fraktionen ein Bürgerkrieg.
Asuraner
Die Replikatoren, die sich selbst Asuraner (nach ihrem Heimatplaneten Asura) nennen, wurden von den Antikern als intelligente Maschinen auf Grundlage von Naniten für den Kampf gegen die Wraith entwickelt. Sie entwickelten sich jedoch nicht wie gewünscht, und als die Antiker schließlich feststellten, dass die Replikatoren nicht die Waffe werden würden, die sie sich erhofft hatten, entschieden sie sich, die Replikatoren auszulöschen. Einige Nanitenzellen überlebten jedoch und bildeten neue Replikatoren. Als die Atlantis-Expedition auf sie trifft, will der oberste Replikator, Oberoth, als Rache die Menschen auslöschen, was aber verhindert werden kann. Später werden die Replikatoren von einer Allianz aus Menschen, Wraith und den Reisenden ausgelöscht.
Genii
Die Genii halten auf ihrer Planetenoberfläche den Eindruck aufrecht, ein mittelalterliches Bauernvolk zu sein, während sie unterirdisch eine Zivilisation aufgebaut haben, deren technischer Stand etwa dem der Menschheit zur Mitte des 20. Jahrhunderts entspricht. Dort entwickeln sie auch primitive Nuklearwaffen. Sie versuchen mehrfach, Atlantis zu erobern, um mit dessen Technologie die Wraith zu vernichten. Nach einem Putsch wurde die Feindschaft mit dem Stargate-Kommando von Atlantis beendet und ein loses Bündnis etabliert.
Pegasus-Asgard
Einige Asgard haben sich vor Ewigkeiten in der Pegasusgalaxis angesiedelt und dort den Untergang ihrer Rasse überlebt. Anders als ihre Verwandten aus dem Rest des Universums ist die Pegasus-Fraktion nicht immer friedlich gesinnt, sondern verfolgt, getrieben vom Selbsterhaltungsinstinkt, egoistische Ziele, ohne viel Rücksicht auf andere zu nehmen.

## Episoden
→ Ein Überblick über alle Episoden findet sich unter Stargate Atlantis/Episodenliste.

## Ausstrahlung in Deutschland
Eine Woche nach dem Ende der siebten Staffel Stargate strahlte RTLII den Ableger Stargate: Atlantis aus. Die ersten Folgen wurde am 23. Februar 2005 in Spielfilmlänge ausgestrahlt. Die erste Folge sahen 3,06 Millionen Zuschauer bei einem Marktanteil von 9,0 Prozent. In der werberelevanten Zielgruppe der 14- bis 49-Jährigen schalteten 2,09 Millionen bei einem Marktanteil von 14,5 Prozent ein. Am 16. März 2005 schauten 1,49 Millionen Zuschauer bei einem Marktanteil von 11,2 Prozent zu.
Den Auftakt der dritten Staffel verfolgten am 17. Oktober 2007 ab 21:15 Uhr auf RTL II insgesamt 1,32 Millionen Zuschauer, in der werberelevanten Zielgruppe lag der Marktanteil bei 6,9 Prozent. Die zweite Folge am 24. Oktober 2007 sahen 930.000 der 14- bis 49-Jährigen (6,9 Prozent Marktanteil). Am 14. November 2007 konnte die Episode insgesamt 1,38 Millionen Zuschauer erreichen, der Marktanteil in der Zielgruppe lag bei 7,2 Prozent. Auch die Episode vom 12. Dezember 2007 konnte zufriedenstellende Ergebnisse erzielen.

## Auszeichnungen
Stargate Atlantis wurde bis 2009 für 60 Auszeichnungen nominiert und gewann 19 von ihnen.
- Bei vier Nominierungen für einen Emmy Award war Stargate Atlantis in keinem Fall erfolgreich.
- Zehn der Auszeichnungen waren – bei 27 Nominierungen – Leo Awards, die an TV-Produktionen aus British Columbia vergeben werden.
- Die Pilot-Doppelfolge Aufbruch in eine neue Welt (Rising) gewann 2005 den Gemini Award für die besten visuellen Effekte einer Serienfolge. Mit Gemini Awards werden kanadische TV-Produktionen geehrt. Die Startfolge der dritten Staffel, Niemandsland (No Man’s Land) erhielt diese Auszeichnung 2007. 2009 wurden die Episoden Vegas und Der Schrein (The Shrine) mit Gemini Awards für Make-up und Serien-Drehbuch ausgezeichnet.

## Trivia
- Alle Wraith-Königinnen werden von der Schauspielerin Andee Frizzell dargestellt. Nur die „Übermutter“ genannte Hauptkönigin wird nicht von ihr gespielt.
- Jewel Staite spielte bereits in der Staffel 2 eine andere Rolle als die der Dr. Jennifer Keller in Stargate Atlantis (Staffel 2, Episode 7 als weiblicher Wraith namens Ellia).
- Christopher Heyerdahl spielte in Staffel 1 den Athosianer Halling, ab Staffel 3 war er als der Wraith Todd zu sehen. In Staffel 4 spielte er beide Rollen. Er war auch bereits in einer Folge von Stargate – Kommando SG-1 in einer Nebenrolle zu sehen (Staffel 7, Folge 5).
- James Lafazanos spielte diverse Wraith in den ersten beiden Staffeln Stargate Atlantis: Den Commander in Staffel 1, Folge 2 (Aufbruch in eine neue Welt), Steve (Staffel 1, Folge 5 und Staffel 1, Folge 7), der Wraith aus Staffel 1, Folge 12 (Der Überlebende), Bob (Staffel 1, Folge 18 + 19) und andere Wraith (Staffel 1, Folge 20; Staffel 2, Folge 1, 3, 5, 9, 10, 11, 18, 20)
- Richard Kind, Darsteller des Lucius ab der dritten Episode („Der Zaubertrank“) der dritten Staffel, spielte schon im Stargate-Film von 1994 einen Mitarbeiter des Stargatecenters, welcher die fehlerhafte Übersetzung anfertigte.
- Paul McGillion spielte bereits in Stargate Kommando SG-1 (Staffel 1, Episode 11, „Die Qualen des Tantalus“) in einer Gastrolle. Er stellte die junge Version von Ernest Littlefield dar, einen der ursprünglichen Wissenschaftler der Stargate-Forschung aus den 1940er Jahren. Diesem gelang als erstem Menschen der modernen Erde die Reise durch das Stargate zu einem anderen Planeten, allerdings konnte er aufgrund eines defekten Anwahlgeräts keinen Weg mehr zurück zur Erde finden. Daniel Jackson hegte aufgrund gefundener alter Dokumentarfilme den Verdacht, dass Littlefield noch leben würde, was zu dessen Rettung in hochbetagtem Alter führte. Ernest Littlefield war der Verlobte von Catherine Langford, der Tochter des Forschungsleiters, deren Rolle auch bereits aus dem ursprünglichen Film Stargate bekannt ist.
- Christina Cox stellt in Stargate Kommando SG-1 „Der Wächter“ eine abtrünnige Agentin und in „Geister“ eine Außerirdische dar, während sie in Stargate Atlantis in der siebten Folge „Geflüstert“ der 5. Staffel einen Major von Atlantis spielt.
- Bill Nye und Neil deGrasse Tyson haben einen gemeinsamen Cameo-Auftritt in Staffel 5 Episode 16 während einer wissenschaftlichen Vorführung auf der Erde
- Julia Benson, die später in der Serie Stargate Universe eine der tragenden Nebenfiguren spielt, tritt in Stargate Atlantis bereits in einer Nebenrolle auf (Staffel 3, Folge 3 als Willa).
- Mike Dopud, der bereits einige Gastauftritte in Stargate SG-1 hatte, übernimmt in Staffel 5 von Stargate Atlantis die Rolle der Nebenfigur Kiryk. Später übernimmt er in Stargate Universe die Rolle der Nebenfigur Varro.
- Jodelle Ferland spielte in Staffel 10 von Stargate Kommando SG-1 die Rolle der Orici im Kindesalter und übernahm in Stargate Atlantis Staffel 4 Episode 14 erneut eine Gastrolle.
- Die Schauspielerin Kate Hewlett, Schwester von David Hewlett, spielt in einigen Folgen Rodney McKays Schwester Jeannie Miller.
- Nicht nur deutschen Zuschauern fielen in der Serie häufiger auftretende Kostümfehler auf, weil bei Militäruniformen die deutsche Flagge am linken Oberarm verkehrt herum angebracht wurde.